# Volúpias
Volúpias ist ein Jazzalbum von Gabriel Ferrandini. Die 2017 im Veranstaltungsort [Monte da] Fonte Santa, Alandroal entstandenen Aufnahmen erschienen im September 2019 auf Clean Feed Records.

## Hintergrund
Der portugiesische Schlagzeuger Gabriel Ferrandini erkunde auf Volúpias erstmals kompositorische Bereiche, notierte John Sharpe. 2016 hatte er mit diesem Ansatz bei einem künstlerischen Aufenthalt im Veranstaltungsort Galeria ze dos Bois (ZDB) begonnen, wo ihn der Bassist Hernâni Faustino (vom RED Trio mit Rodrigo Pinheiro) und der Tenorsaxophonist Pedro Sousa (sein Partner im PeterGabriel-Duo) begleiteten. Das Ergebnis ist  Volúpias, ein Album mit neun Kompositionen, zwei davon von seinem Landsmann und Live-Elektroniker Ondness, der Rest von Ferrandini, die alle nach Straßen in Lissabon benannt sind.

## Titelliste

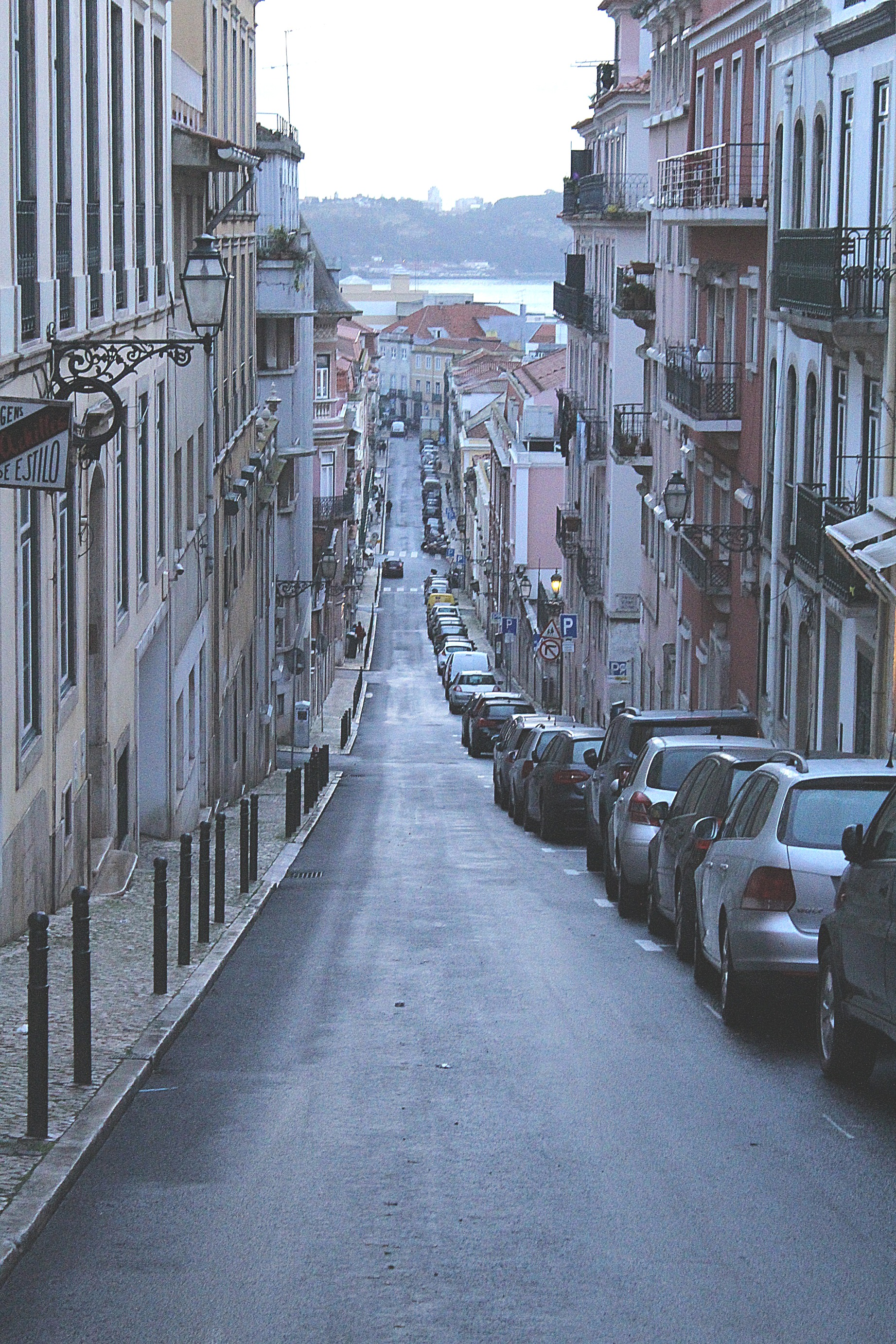
Die Rua de São Marçal in Lissabon, nach der ein Stück des Albums benannt ist

- Gabriel Ferrandini: Volúpias (Clean Feed CF523LP)[2]

1. Rua Nova da Piedade 2:27
2. Travessa de São Marçal 1:25
3. Rua de São Marçal 1:28
4. Rua Academia das Ciências 6:21
5. Rua de O Século (Ondness) 3:34
6. Rua João Pereira da Rosa 4:04
7. Rua dos Caetanos (Ondness) 3:27
8. Travessa dos Fiéis de Deus 5:15
9. Rua da Barroca 10:35

Wenn nicht anders vermerkt, stammen die Kompositionen von Gabriel Ferrandini.

## Rezeption
Nach Ansicht von John Sharpe, der das Album in All About Jazz rezensierte, ist Ferrandini auch hier ein vollendeter Schlagzeuger, egal ob er plötzliche Böen aus aufregend unerwarteten Klangfarben zaubere oder, seltener, einen sich nicht wiederholenden Puls setze. Sousa, dessen Fähigkeiten auf Casa Futuro (Clean Feed, 2015) voll zur Geltung kämen, würde weitgehend Zurückhaltung üben und prägnante Phrasen in den tiefsten Registern seines Instruments ausstoßen, während Faustino das mit kraftvollem Kontrapunkt verankere. Sie alle würden sich zu einem Ensembleklang verbinden, die relativ wenige solistische Möglichkeiten zulasse. Stattdessen liege der Fokus hauptsächlich auf den Kompositionen, oder vielleicht wäre es besser, dies als Konzepte zu bezeichnen, da jeder melodische Inhalt bis zur Abstraktion skizziert werde.
Ferrandini, Faustino und Sousa sind allesamt wichtige Akteure in der beeindruckenden Free-Jazz-Szene Lissabons, aber in diesen Aufnahmen würden sie jeweils ihre übliche Raserei mit einer Reihe rauchiger, aber nie sanfter Sessions zügeln, schrieb Spencer Grady (Jazzwise). Ferrandinis sensibles Spiel sei wunderbar zurückhaltend und voller Motian-ähnlichem Expressionismus. Der Saxophonist Sousa sei in typisch schillernder Form und entfache mit seinen rauen, knisternden (manchmal schrulligen) langsam brennenden Tönen „die schwelenden Feuer der trüben Lust, während Faustinos Mantel aus gestrichenen Bass die schwelende Glut einer schleichenden Zügellosigkeit entfacht.“ Volúpias offenbare mit großer Zärtlichkeit Zuneigung für die ältesten Flammen des Jazz und beleben mit spontanen Flügen und einem unstillbaren Eifer für Entdeckungen, unabhängig von der Intensität, sepiafarbene Formen wieder.